# Kempsford
Kempsford – wieś w Anglii, w hrabstwie Gloucestershire, w dystrykcie Cotswold. Leży 40 km na południowy wschód od miasta Gloucester i 116 km na zachód od Londynu.